# Hwasong-15

Altitudinea testului de lansare a rachetelor nord-coreene - Hawasong-14 și Hawasong-15

Hwasong-15 (în coreeană 화성-15, în Hanja :火星 15, tradus în ebraică: 15 martie) este o rachetă balistică intercontinentală dezvoltată și fabricată în Coreea de Nord.
Aceasta este prima rachetă a Coreei de Nord, care, teoretic, are capacitatea de a lovi toată Statele Unite și nu numai. Potrivit Coreei de Nord, racheta poate transporta un focos nuclear.

## istorie
Prima lansare a rachetei a avut loc pe 28 noiembrie 2017. Lansarea a fost efectuată noaptea (în întuneric), spre deosebire de testele anterioare de lansare a rachetelor. Racheta a fost lansată la nord de Phenian și a aterizat la vest de Japonia, în apele teritoriale ale Japoniei. Coreea de Nord a mărturisit că, în cadrul testului, racheta a atins o altitudine de 4.475 km, a fost lansată la o rază de acțiune de 950 km și a rămas în aer timp de 53 de minute. Rapoartele din presa japoneză au indicat că racheta, în timpul zborului, s-a rupt în trei părți.
Secretarul american al Apărării a susținut că a fost o rachetă nord-coreeană care a atins cea mai mare altitudine. Având în vedere că racheta va fi lansată pe o orbită la altitudine mai mică, poate atinge o rază maximă de 13.000 km (8.100 mile) - o rază de acțiune care acoperă întreaga lume, cu excepția Americii de Sud și a Antarcticii.
După dezvăluirea rachetei, mulți experți au estimat că a fost o actualizare a rachetei Hwasong-14, până când Coreea de Nord a lansat fotografii și videoclipuri ale rachetei și au dezvăluit că există o diferență semnificativă de formă și dimensiune între rachete. Două.
Lansatorul de rachete este un model TEL cu 9 roti, mai mare decat lansatorul folosit de Wasong-14 care are 8 roti.
Imediat după lansare, mulți analiști au presupus că un Hwasong-14 a fost tras; ulterior, însă, guvernul nord-coreean a lansat un videoclip cu lansarea care arată o rachetă complet diferită.[8]
Coreea de Nord a susținut că racheta a atins o altitudine de aproximativ 4.475 km și a călătorit 950 km în jos, zburând pentru un timp total de 53 de minute.[9] Pe baza traiectoriei și distanței sale, racheta ar avea o rază de acțiune de peste 13.000 km (8.100 mile) - mai mult decât suficientă pentru a ajunge la Washington D.C. și restul Statelor Unite, deși, potrivit Uniunii Oamenilor de Știință Preocupați, probabil cu o sarcină utilă redusă.[3][9] Câțiva aliați importanți ai SUA, inclusiv Regatul Unit, Franța și Australia, se află, de asemenea, în raza de acțiune teoretică a rachetei, care acoperă cea mai mare parte a maselor terestre ale Pământului, cu excepția Americii de Sud, Caraibe și majoritatea Antarcticii.[10][11]
Densitățile diferite ale diferitelor materiale ale carcasei și ale mecanismelor explozive (de exemplu, explozivii convenționali pe bază de metale tind să fie de câteva ori mai grei decât un volum corespunzător de explozivi organici) fac ca estimarea cu precizie a sarcinii utile a focosului pe baza imaginilor să fie foarte dificilă, dacă nu imposibilă. Pe baza informațiilor limitate disponibile, Uniunea Oamenilor de Știință Preocupați a concluzionat că echiparea rachetei cu o sarcină utilă de dimensiuni normale ar reduce probabil raza de acțiune generală.[12][13]
A fost prima lansare după o pauză de 10 săptămâni.[14]
Potrivit unei declarații a ministrului japonez al Apărării Itsunori Onodera, vehiculul de reintrare al rachetei nu a reușit să reintre cu succes în atmosfera Pământului, rupându-se și prăbușindu-se în apele din zona economică exclusivă a Japoniei.[15] Evaluările ulterioare din partea Uniunii Oamenilor de Știință Preocupați, totuși, au ridicat semne de întrebare dacă obiectul descris de Onodera ar fi putut fi prima etapă detașată a rachetei, nu vehiculul său de reintrare.[16][17]